# 古德斯皮德冰原島峰
73°0′S 61°10′E / 73.000°S 61.167°E
古德斯皮德冰原島峰（英語：Goodspeed Nunataks）是南極洲的冰原島峰，位於麥克羅伯特森地，屬於查爾斯王子山脈的一部分，處於麥考利山西北面約50公里，全長16至24公里，以莫森站的地球物理學家命名。